# 닛코 동조궁
닛코 동조궁(일본어: 日光東照宮 닛코도쇼구[*])은 일본 도치기현 닛코시에 있는 신사이다. 닛코의 신사와 사원의 일부로 유네스코 세계유산으로 지정되어 있다.

## 역사
1617년 건립되었으며, 처음에 구노잔 도쇼구에 있던 도쿠가와 이에야스의 유골이 긴 행렬 끝에 이곳에 안장되었다. 도쿠가와 막부의 3대 쇼군 도쿠가와 이에미쓰 때 크게 확대되었다. 에도 시대에 에도 막부는 닛코 가도를 따라 에도에서 닛코 도쇼구까지 장엄한 행렬을 거행하였다. 오늘날에도 이를 재현하는 천인무자행렬(千人武者行列)이 거행된다.
닛코 도쇼구의 8개의 건축물이 일본의 국보로 지정되어있고 34개의 건축물이 중요 문화재로 지정되어있다. 또한 신사에 있는 두 개의 검은 국보로 지정되어있고 그 밖에 다른 유물들이 중요 문화재로 지정되어있다. 도쇼구의 유명한 건물은 화려하게 장식된 양명문(陽明門)이다. 두 번째 문인 당문(唐門)은 흰 장신구로 장식되어 있다.
닛코 도쇼구를 방문하면 여러 가지 건물에 다양한 동물들을 볼 수 있다. 당문 주변에는 히다리 진고로가 만든 잠자는 고양이가 조각되어있으며 평화로움을 상징한다. 신사의 마구간에는 세 원숭이의 8개 부조 그림이 조각되어있다. 원숭이는 말을 수호하는 동물로 알려져있다. 8개의 그림에는 원숭이의 일생이 그려져 있고 이것은 인간의 평화로운 생활 방법을 나타낸다고 한다. 이들은 나쁜 것은 듣지도, 보지도, 말하지도 말라는 가르침을 전달하고 있다.
원래 이곳의 5층탑은 1650년에 다이묘가 기부해 세워진 것이었으나 화재로 소실되었다가 1818년에 재건되었다. 각층은 각각 "흙", "물", "불", "바람", "하늘"을 나타낸다.
수 백개의 계단은 삼나무 숲을 거쳐 이에야스의 무덤까지 이른다. 도리이 현판의 글씨는 고미즈노오 천황이 쓴 것이다. 5m 높이의 청동탑에는 이에야스의 유골이 담겨있다.

## 같이 보기
- 닛코 가도
- 도쿠가와 이에야스
- 도쿠가와 이에미쓰
- 고미즈노오 천황